# Stefan Bakałowicz
Stefan Bakałowicz  (sinh ngày 17 tháng 10 năm 1857 - mất ngày 13 tháng 11 năm 1947) là một họa sĩ Ba Lan.

## Tiểu sử
Ông là con trai của họa sĩ Władysław Bakałowicz và nữ diễn viên Wiktoryna Szymanowska. Stefan học vẽ ở thủ đô Warsaw, dưới sự chỉ dẫn của họa sĩ Wojciech Gerson. Sau đó, ông tiếp tục đi du học ở St.Petersburg và Rome.
Stefan Bakałowicz chuyên vẽ những bức tranh về chủ đề La Mã cổ đại, Hy Lạp cổ đại và Ai Cập cổ đại. Năm 1903, ông có cuộc triển lãm đầu tiên ở Warsaw. Năm 1936, ông tham gia Hiệp hội nghệ sĩ Ba Lan - "Điện Capitol".

## Tranh tiêu biểu

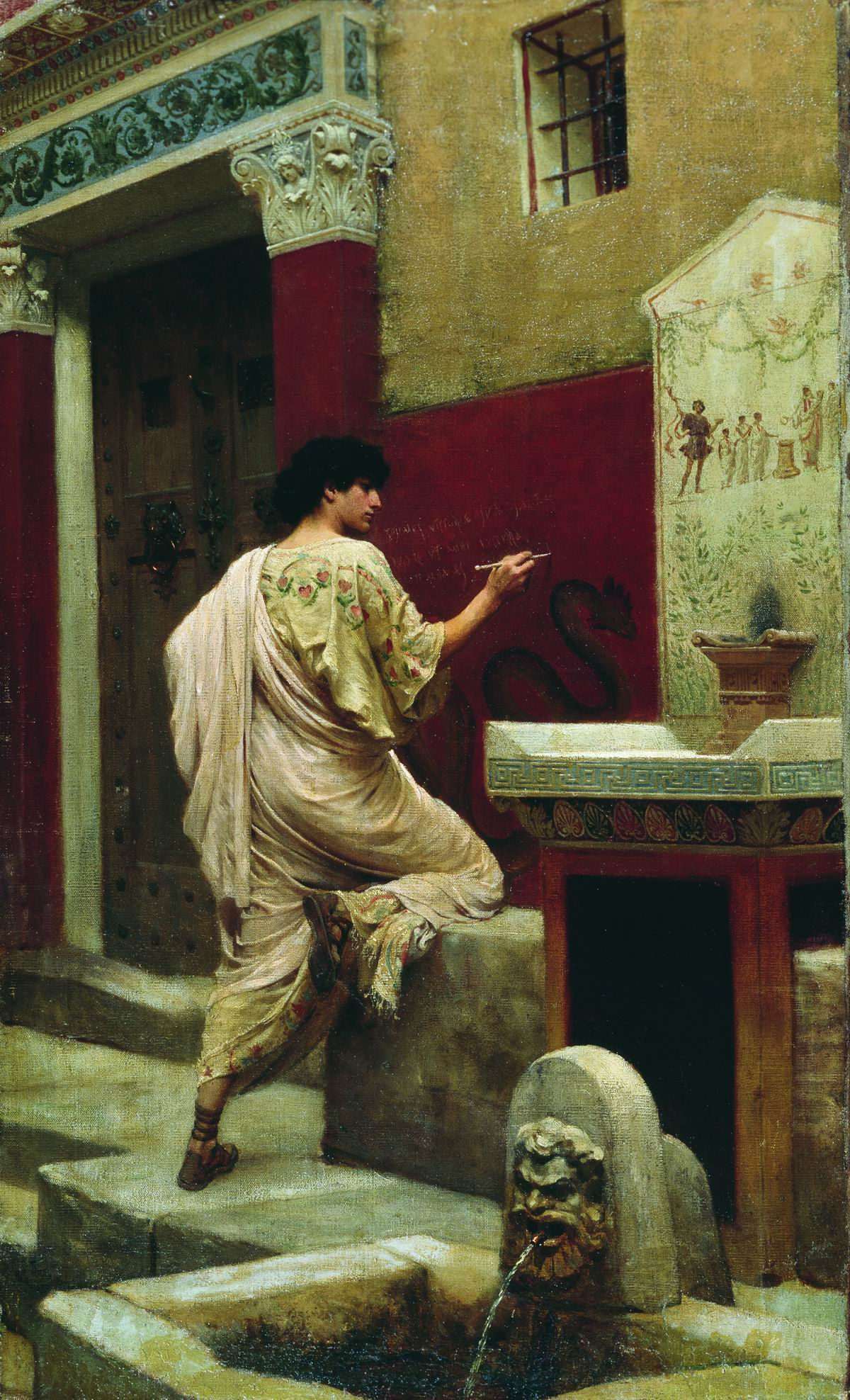
At the Walls of Pompeii
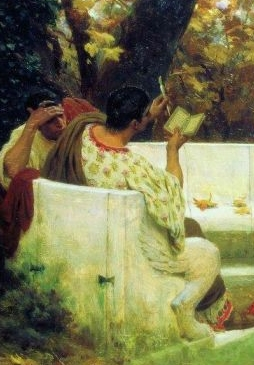
Catullus
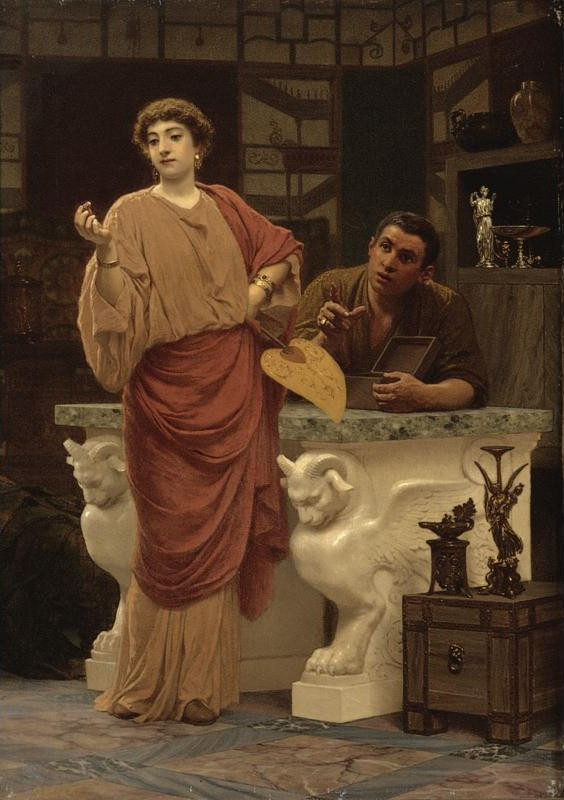
A Little Luxury